# ジャジャ
『ジャジャ』（Jyajya）は、えのあきらによる日本の漫画作品。『月刊サンデージェネックス』（小学館）にて2000年10月号より連載中。

## あらすじ
バイク便ライダーのフリーターである宮城進武（以下、ミヤギ）は、滝沢レナが経営するイタリアンモーターサイクルショップ「ゴブリン」の2階の住人。カワサキ派のミヤギとイタリアの工芸品とも呼べる旧車をこよなく愛するレナ。そして、その親友で元レーサーの安達カナコを中心に、バイクの魅力にとり付かれた愛好家達が繰り広げる日常をMVアグスタやモト・モリーニなど、往年の名車を交えて描く。 

## 登場人物
滝沢レナ
本作のヒロイン。親が所有する賃貸マンションの1階で、イタリアンモーターサイクルを専門に扱うショップ「ゴブリン」を経営する、イタリアンバイクの強烈なフリーク。特に年代物の旧車を好む。作中では仕事服のツナギにポニーテールという出で立ちをしていることが多い。バイクショップのオーナーだが、愛しいバイクを売りたくないという経営者になりきれない面を持つ。カワサキZZR1200を「直線番長」と呼んだり「必要以上に早い怪獣みたいな単車、乗っておもしろい?」と言うなど、バイクに関しては速さよりもその趣味性や小排気量ながら様々に工夫された技術面に重きを置くようなポリシーがある。
高校時代にイタリアンバイクに関心を持ち、16歳で免許を取得。この時、子供の頃からバイクレースをしていたカナコに乗り方を教わって以来親友になり、「レナカナ」の通り名で峠のアイドルとなる。次いで同時期に、有限会社坂上二輪商会（現在の店名は「スコーピオンズ」）にアルバイトとして弟子入りし、ここでの経験を経て単車屋として独立した。バイクに関してはその機構はもちろん、ヒストリーや作成された時期の情勢などについても造詣が深く、整備やレストアの技量も高い。しかし、前述の経営方針に加え、バイクに対する思い入れが深すぎて自分の体や経済的負担を二の次に考えてしまう所がある。また、ライディングテクニックも優れているが、ライダーとしては低身長で車高の高いバイクだと「足が地面に届かない」という弱点がある。
高校時代の友人達の中で最後の独身らしく、口では強がってはいるがそのことを結構気にしていた。年下のミヤギには恋慕の情を持たれていながらも、大家と店子であるとかバイク仲間としか見ていなかった部分もあるのだが、ふとした事から彼がいない生活を想像できなくなり「もしいなくなられたら困る」と思い、「家賃高くないか?」と聞いてみたり、「メチャ高いバイクを売りつけて借金で縛るか…」と、あげくの果てには「座敷牢作って閉じ込めるか」などと物騒なことを考えたこともある。紆余曲折を経て彼に対する好意を自覚したものの、自分から交際を切り出すのは「今後の立場上好ましくない」ためになかなか進展せず、意味深な事を思わず口走っては、それを指摘されると否定するなど素直ではない態度だったが26巻においてミヤギのプロポーズを受けて勢いに任せて入籍した。ミヤギの家族とも親族として付き合いが始まったこともあって「ススム」と名前で呼ぶように努力しているが、気を抜くとこれまで通り「ミヤギ」と呼んでしまう。
口癖として驚いた時などに「なんですと!?」等、「〜ですと?」と言う事が多い。
宮城進武（ミヤギ ススム）
「ゴブリン」のあるマンション2階に住む、本作の主人公。基本的には単車バカだが、バイクは速くてナンボ、という考えの持ち主で、カワサキ・ZZR1100（後に事故で全損、ZZR1200に乗り換えている）・カワサキ・ニンジャZX-6R等を愛車にしている。第17集にてレナからドゥカティ175FIII（レナと知り合った当初勧められたマシン）を譲られ旧車デビューを果たした。
大学受験に失敗後、バイク便で配送のアルバイトをしているが、妙な浪漫主義に毒されている部分もあって定期的な仕事はせず、暇な時はレナの店に入り浸りコーヒーを飲むのが日課になっている。バイクのローンや修理代などで苦労しているらしく、結果として主食はきなこパンの赤貧生活。15巻より退職した先輩から「ルート便」の仕事を引き継ぎ、若干ではあるが収入が安定していたが、レナとの関係発展を（キド&イワトに後押しされたのもあり）考えた結果、ゴブリンで働くことを決意する。だが、ここでもまた若干の行き違いを経たうえで新たに仲間入りしたレストアラー・タブチに「弟子一号」とされる。
当初はレナとカナコを「バイク好きの女の子」程度と考えていたが、一緒に走ってコテンパンにされた経験を持つ。しかし後述の新村さんにレクチャーを受けたりしてバイクの腕もそれなりに向上しており、最終的には抜かれてしまったがジムカーナでレナやカナコをリードした事もある。レナとは両思いである事に気付いているが本人の性格（三枚目で与太郎）とレナの鈍さからお互いに意識することは稀で関係はなかなか進展せず、カナコには2人まとめて「油揚げ」呼ばわりされている。
基本的に人に嫌われる事は少なく大抵の人間からは呆れられつつも好感をもたれ、マイペースで成長中。26巻にて、遂にレナに対してプロポーズを行ったが微妙に外してしまい仕切り直しを願い出るも、当のレナだけではなく市役所に行き会わせた面々からもダメ出しされつつも祝福されていた。
安達カナコ
レナの親友で、元バイクレーサー。既婚者。「ゴブリン」常連の中でも屈指のライディングテクニックを持つ。幼少期からポケバイで無敵の速さを誇ったが、ジュニアクラスにステップアップ後、しばらく勝てないレースが続いた。地方選・エリアのポイントを意地で稼ぎ、地元枠で全日本に出場するものの予選落ち。限界を感じレースをやめようとしていたその時にレナと出会う。男勝りな性格で、レナが語るに（荒れていた時期だった事も手伝ってはいるが）最初の印象としては「このコとは友達になれない」と思うほど怖かったようである。カナコからすれば、バイクを楽しめるままでいられるきっかけを与えてくれたレナに恩義を感じている。もっとも、傍若無人な性格は元からのようでレナが整備したバイクやミヤギが借りたバイクでも興味を持つと無理やり借りて走りに言ってしまう。
以前は結婚という物に否定的な感情を持っていたようだが、実際はレナの高校生時代の友人の中で真っ先に結婚しており、彼女からは裏切り者呼ばわりされていた。普段は暇を持て余しているのか、さやかに「有閑マダム」だと評されるほど「ゴブリン」に入り浸っていて、店番を引き受けたりレナやミヤギとツーリングに出かけることも多い。ジムカーナやスクーターでの競技会があるとなれば、我先にと出場したがる根っからのレース好き。中々進展しないミヤギとレナに呆れながらも傍観してみたり、ハッパをかけてみたりしている。28巻ではようやく入籍した2人を祝うためにゴブリンの客となっていた角田氏の予約していた式場（費用は常連組及び参加者で割り勘）を使ってのサプライズを行った。
愛車はホンダ・RVFワークスマシンおよびヤマハ・TMAX。第14集にてジムカーナ用としてアプリリアSXV550を購入。あまりにピーキーな乗り味にハマり込んでいる。
宮城さやか
ミヤギの妹で、短大生。夏休みを利用して進武の部屋に遊びに来た時にパリラ・GSをレナの店で購入し、バイク人生に足を踏み入れることになった。それ以来、頻繁に店に顔を出すようになり、ツーリングやジムカーナなどにも一緒に参加する事が多い。兄とレナの煮え切らない関係に期待半ばも呆れがち。パリラの他に「ゴブリン」で購入したアスペス・ユーマを所持。
28巻では兄のZZR1200を借りて夏休みに10泊の北海道ツーリングに出て、天然気味の少年・ハルトと知り合う。
青田
大規模なバイクショップ「ビジブルウインド」の経営者。フェラーリとMVアグスタのコレクターでもある青年実業家。初登場時は不動産会社を経営しており、レナに対しても非常に馴れ馴れしく態度も横柄な悪役キャラだったが、社が倒産の危機に直面したことで周囲の人々に助けられ、次第に姿勢が変化してきた。だが心機一転して開いた店のレストアラーが三流でレナにダメ出しされたこともある（後述）。
現在の経営方針はヒロコには「お人好し過ぎる」と呆れられるほど、後にレナのためにイタリアのコレクターに土下座までしてGPモリーニを借り受けるなどいいところもあるが、ヒロコのような勝気な女性の膝を折らせることを楽しむような趣味の悪さは変わっていない。また、実業家としてのキレる面も覗かせることもあり、ゴブリン閉店騒動やヒロコ絡みの揉め事で活躍した。「ゴブリン」のお得意であり、ミヤギとはレナを巡るライバルでもあったが、結局良き友人、ビジネス相手としての立場に収まっている。前述のようにバイクコレクターであり自らハンドルも握るが、腕前は大した事はないようで、走行会に出場した際カナコには「まさかこんなに遅いとは…」と呆れられていた。
佐倉ヒロコ
カナコのレース時代の後輩で、元チームメイト。喫煙家。過去のとある事件が原因で、カナコに非常に嫌われていた。ふとした事をきっかけに、カナコとの確執をからめてゴブリンの面々と一騒動起こしてしまう。非常に天邪鬼な性格で、本音が中々見えない。ライディングテクニックは優れており、少女時代からカナコの背中を追いかけてきた。内心、カナコに対して好意的な感情を持ち合わせている。カナコ曰く「何でも自分の思い通りになるのが当然」という性格で、ミヤギや青田を手玉に取ろうとするのだが、片や「油揚げ」と称されるミヤギ、片や経営者としては海千山千の青田が相手の為、企みはうまくいっていない。外資系企業に勤めていたが、後にライディングテクニックを買われ、青田にヘッドハンティングを受けビジブルウインドに入社する（特に必要のないヘッドハントをした理由には、勤め先の外資系企業が直後に倒産したことに加え、青田の性格、レナやカナコの知人であることも理由にある）。その後、喫煙場所とコーヒーを求め「ゴブリン」にも頻繁に顔を出すようになった。愛車はヤマハ・RZV500Rのヤマハ・YZR500セミワークスチューン、ヤマハ・RD250フルチューン、ヤマハ・RZ125（カナコ曰く『鬼チューン仕様』）、ヤマハ・RZ50本編には未登場、本人は「少し」と言い張るが所有している単車は例外無くフルチューニングが施されている。
2STエンジンフリークでもあり、旧車などは特に興味があるわけではない。2スト車の場合食指が動く事もあるが、旧車の相場は然して理解しておらず、値段を聞いて呆れるタイプ。
坂上リュージ
カワサキのバイクショップ「スコーピオンズ」のオーナーで、レナの師匠。単車に対する真摯な考え方を持っており、整備の腕も良い。父の代の坂上二輪商会時代、バイトのレナにバイク整備等の技術を教え込んだ。レナには「親分」と呼ばれている。技術を習得しバイトを辞める時にレナに告白されたのだがあまりにも無神経な断り方をし、石を投げつけられたという経験を持っている。ある出来事が原因でバイクでの事故に過敏な反応を示すため、ゆきえとしばしば口論になることもあった。
吉川ゆきえ
坂上リュージの恋人。リュージがいつもバイクとお客を優先するせいで自分たちの時間を潰されてしまい、さらには「単車乗りは仲間同士独特の絆で結びついてる〜云々」とのそれも止む無しとするリュージの言葉に触発されて、半ば反発ぎみに自動二輪免許を取得したが教習を受ける内にハマってしまいハーレーFXSTBを購入した。単行本4巻で結婚「坂上ゆきえ」になったが、バイクに腕前が追い付いていないため、練習用の下取り車に乗らされたり、相変わらず単車とお客優先の亭主に対して逆襲することもある。
茅渚文太（カヤナギさん）
（有）カヤナギモータースのオーナー。ワークスマシンホンダ・NS500を始め、数々のワークスレーサーマシンを集めている、その筋では有名な人物。反面、物見遊山でそれらを見に来る礼儀知らずには口もきかない頑固オヤジ。トンティ・パトンを見に来たレナと意気投合し、それ以来なにかあった時には知恵袋となってくれている。カヤナギ旧車会を主催しており、部品交換会なども催している。初めて見るバイクは全て分解し、寸法や組み方など事細かにメモすることが趣味でデータを取ってしまったバイクは譲ってしまう事も多い（転売防止のためもあって「それなりの値段」で譲る事にしているが儲けは無いらしい）。職業はミヤギ曰く、「怪しいコレクター」で店に知り合いではなく「客」が来ていた時には驚かれていた。
前述のとおり、古今東西のワークスマシンやクラシックバイクを多数所有しているが、普段の足には初期型のホンダ・スーパーカブを使用している。
伊藤昭芳（イトーさん）
「ゴブリン」の常連。職業は医者（家は開業医だが、考えや物言いは同業者から「医者らしくない」と言われるタイプ）。古くからの単車好きで、若い頃はカミナリ族で鳴らした。その頃からの友人達も多く持っており、レナとミヤギに新村や安田を紹介したり後述のタブチとも顔馴染み、ホンダのRCシリーズやGPモリーニ等の旧車との縁を作ってくれる貴重な人物。『ミニじゃじゃ』では主人公。
パトリシア
16巻にて登場したイギリス出身の女性。バーミンガムのナショナルモーターサイクルミュージアム火災事故の収蔵品レストアに参加したプロのレストアラーで、英文を直訳したような偉そうな日本語を操る。群馬の繊維業・南條氏宅の英車を中心としたコレクションレストアのために来日した。
堀越サオリ
群馬のバイク店「堀越オート」の一人娘。東京で就職していたが、父親が閉店を撤回すると退職して帰ってきた。メカに関しては素人だが、バイクに関しては愛着があり暴走族まがいの真似をする馬鹿は嫌い。高校時はミヤギの通っていた学校の向かいの女子校に通っており、免許を取ったばかりで調子に乗っていたミヤギを張り倒したこともあった。
前述の通りバイクに関しては素人だったが、パトリシアに修業を進められて渡英する。
田淵健二（タブチさん）
17巻にて登場したレストアラー。元はベスト・ビンテージと言う旧車屋でレストアラーをしていたが店が倒産。無職の状態でレナが引き取ったCMのパーツを届けに来た際にレナにゴブリンで働くことを申し込まれて承諾、同時にゴブリンで働くことを考え始めていたミヤギを半ば強引に「弟子一号」とした。「エンジンと会話できる天才メカニック」と言われているが、娘のルナに言わせれば「人と会話できないメカオタク」。レストア以外では流行り物を嫌う偏屈な人物で女癖が悪い。レストアする際には基本的にオリジナルを崩さないことをポリシーとし、現代において公道を走るのに向かないバイクは「公道で走るな」と言い含めている。レストアラーとして復帰が知れ渡ったことでゴブリンの処理能力を超えた客が殺到し始めたこともあって、ゴブリンの裏手にあったコンビニ跡地にて自分の店を再開することになる。
奥さんの実家は甲州財閥と呼ばれる大金持ち。結婚した際には実家の後援を受けて大規模な会社を任されるが、人間関係に疲れて出奔。現在はほぼ絶縁状態。
ルナ
タブチの娘。放蕩者の父親と夢見がちな母親を持つが、母方の実家からの援助もあってか悠々自適に暮らしている。父親が倉庫に置いて行ったパトン250を興味本位で分解して放置していた。再会した父にパトンは自分が受け取った物なんだから修理するためでも持っていくなら自分も見届けると「弟子二号」となる。
ミズキ
タブチの妻。娘のルナと喫茶店「夢湖茶庵（ユメコチャン）」を経営している。何かに興味を持つと海外だろうがどこだろうが無計画に旅に出てしまう人というが、実際には財閥の後継者として外国との商談に飛びまわっている。タブチのもつ純粋さと情熱を愛しており、それを汚す真似をする者を絶対に許さない「コワイ人」。
新村さん
現在はレーシングスクールで講師をしているが、元ブルヘルでテストライダーだった。さやかも含めた「ゴブリン」の一同に稽古をつけてくれたりする。
城戸さん、岩戸さん（キドさん、イワトさん）
イトーがゴブリンに連れて来た旧車マニアとその友人。城戸はイタリアのモストラ・スカンビオ・イモラをはじめ、東京近郊の部品交換会には顔を出し、スクラップ処理場まで回って見つけ出した鉄クズ（本人曰く、「掘り出し物」）を見つけてはゴブリンに持ち込んでくる。愛車は城戸がラベルダ・ラベルディーノ改（カヤナギ作）、岩戸はミバル・175ＦIII・MSDS（ゴブリンでレストア）。
岸本
ミヤギが勤めるバイク便会社の後輩。ミヤギの単車バカっぷりに呆れることもしばしば（とはいえ馬鹿さ加減はいい勝負）。レナカナの事を知っていたが、当初レナとカナコの区別がつかず、ミヤギにレナが既婚者という情報を吹き込んでしまう。
竹村昌之
ミヤギのバイト先の主任。39歳。ミヤギに社員になる事を勧めたり、仕事に関しては厳しいが、色々と気にかけている。ミヤギがカワサキ・A7アベンジャーを、アオレンジャーと呼んでた際に訂正し、そのヒストリーを話し出すなど博識な面を持つ。愛車はビジブルウインドで購入したモトグッツイ・アイローネだが、手を抜いたレストアのせいでトラブルを起こし、レナの手で修理された。
32巻ではフルネームと年齢が明かされ、20年来の憧れであるMVアグスタの4気筒を購入しようとゴブリンを訪れる。
安達徹也
カナコの夫で、職業は「レーシングライダー（カナコ談）」。本編にはほぼ未登場（入浴しているカナコに呼びかける台詞のみあり）。カナコより5つ歳上で、ポケバイ活動時代からの幼なじみ。海外でのレース活動開始を機にカナコと入籍した。夫婦仲は非常に良いらしく、わがままを言っても聞いてもらえるとはカナコの談。
宮城伸平（みやぎ しんぺい）
ミヤギの父親。群馬で農業をやっている。ミヤギにとっては自分のやることにダメ出ししかしないオヤジだが、それはミヤギのいうことやることに見通しも何もない思い付きだから。一応、息子のことも理解しようとはしており、知人から譲られたカタナに乗り始める。
滝沢純次（たきざわ じゅんじ）
レナの父親。骨董雑貨を商う商売人をしている。以前、店（現在のゴブリン）に出した品物に玄人にしかわからないシャレの曰くと高額な値札を付けていたら、それを真に受けた素人客に大恥をかかせて書類送検される騒ぎになり、店をたたんで雲隠れする。以降は各地を旅しながら無店舗で仕入れや取引を続けているが、この行動が責任からの逃避と道楽にしか見えず、レナの怒りを買っている。本人も現在の生活が性に合っているのか、楽しいことは否定していない。
只野遥斗（ただの ハルト）
さやかがツーリングで北海道に向かった際にフェリー乗り場で知り合った高校生。高校最後の夏休みという理由で二輪免許を取り、そのままツーリングに出たというド素人。ツーリング予定の参考動画がさやかと同じだったため、なんだかんだで一緒に回ることとなる。さやかはてっきり就職組かと思っていたが、成績は良く模試では全国トップ10入りしている。さやかからは冗談交じりに東大から官僚になって政界入りしたらどうかと言われ、「みんなが楽しく安全にバイクに乗れる国にしたら?」という提案に満更でもないという返しをしている。

## ミニじゃじゃ
本編の間に挟まれるように連載されているサブキャラを主人公とした外伝。作者の能力的な問題（本編を毎月連載するのが不可能）と編集部の要望（毎月連載）の妥協点の産物として誕生した6ページのミニ漫画で、1950年代半ばから1960年代半ばの、オートバイ乗りがカミナリ族と呼ばれていた頃の話を、ゴブリンに来店したイトーさんがレナとミヤギに語る形でシリーズ連載されている。イトーの口から語られる「昔の話」は、時系列など史実に出来る限り忠実に描かれている。
「加原マリ編（全9話）」「ノートン編（全23話）」が、サンデーGXの全員サービスとして単行本化されていたが、2017年2月に正式な単行本として「上巻」2017年11月に「下巻」が発売された。
イトーのストーリーが一段落したところで2017年12月号掲載のエピソードからはカヤナギさんの話が始まっており、レストア用のパーツを求めて訪ねてきたサオリとパトリシアに昔話を語っている。ジャジャ単行本25巻に1話-3話、26巻に4話-7話、29巻に8話、31巻に9話、32巻に10-11話、33巻に12話、34巻に13-14話、35巻に15-16話、36巻には17話、37巻には18-20話が収録されている。

## 登場するオートバイメーカー
物語に大きく関与するメーカーを含め、社名が登場する企業。一部、現在はモーターサイクルを製造していない企業、吸収合併あるいは倒産等で、現存しないものも含まれる（五十音順）。

### 国産
川崎重工業、スズキ、本田技研工業、ヤマハ発動機

### イタリア
アエルマッキ、アスペス、アプリリア、FBモンディアル、MVアグスタ、カプロニ、ガレリ、ドゥカティ、パトン、パリラ、ビモータ、ビアンキ、ピアッジオ、フィアット、ベネリ、マセラティ、モト・モリーニ、モト・グッツィ、モトビ、ランブレッタ、ラベルダ、リント、ルーミ、ジレラ

### アメリカ
ハーレーダビッドソン

### ドイツ
BMW

## 書誌情報
- えのあきら『ジャジャ』小学館〈サンデーGXコミックス〉、既刊37巻（2025年3月18日現在）
  1. 2001年8月18日発売[2]、ISBN 4-09-157051-8
  2. 2002年4月19日発売[3]、ISBN 4-09-157052-6
  3. 2003年4月19日発売[4]、ISBN 4-09-157053-4
  4. 2003年12月12日発売[5]、ISBN 4-09-157054-2
  5. 2004年8月19日発売[6]、ISBN 4-09-157055-0
  6. 2005年12月19日発売[7]、ISBN 4-09-157056-9
  7. 2006年5月19日発売[8]、ISBN 4-09-157049-6
  8. 2007年3月19日発売[9]、ISBN 978-4-09-157087-1
  9. 2007年9月19日発売[10]、ISBN 978-4-09-157107-6
  10. 2008年6月19日発売[11]、ISBN 978-4-09-157137-3
  11. 2009年4月17日発売[12]、ISBN 978-4-09-157173-1
  12. 2009年12月18日発売[13]、ISBN 978-4-09-157197-7
  13. 2010年10月19日発売[14]、ISBN 978-4-09-157240-0
  14. 2011年7月19日発売[15]、ISBN 978-4-09-157285-1
  15. 2012年5月18日発売[16]、ISBN 978-4-09-157307-0
  16. 2013年3月19日発売[17]、ISBN 978-4-09-157343-8
  17. 2014年2月19日発売[18]、ISBN 978-4-09-157372-8
  18. 2014年12月19日発売[19]、ISBN 978-4-09-157402-2
  19. 2015年6月19日発売[20]、ISBN 978-4-09-157419-0
  20. 2016年2月19日発売[21]、ISBN 978-4-09-157439-8
  21. 2016年11月18日発売[22]、ISBN 978-4-09-157467-1
  22. 2017年8月18日発売[23]、ISBN 978-4-09-157495-4
  23. 2018年6月19日発売[24]、ISBN 978-4-09-157530-2
  24. 2019年1月18日発売[25]、ISBN 978-4-09-157555-5
  25. 2019年7月19日発売[26]、ISBN 978-4-09-157565-4
  26. 2020年1月17日発売[27]、ISBN 978-4-09-157583-8
  27. 2020年6月19日発売[28]、ISBN 978-4-09-157599-9
  28. 2020年11月19日発売[29]、ISBN 978-4-09-157615-6
  29. 2021年4月19日発売[30]、ISBN 978-4-09-157629-3
  30. 2021年9月17日発売[31]、ISBN 978-4-09-157651-4
  31. 2022年3月18日発売[32]、ISBN 978-4-09-157673-6
  32. 2022年8月19日発売[33]、ISBN 978-4-09-157683-5
  33. 2023年3月17日発売[34]、ISBN 978-4-09-157745-0
  34. 2023年9月19日発売[35]、ISBN 978-4-09-157782-5
  35. 2024年3月19日発売[36]、ISBN 978-4-09-157818-1
  36. 2024年9月19日発売[37]、ISBN 978-4-09-157837-2
  37. 2025年3月18日発売[38]、ISBN 978-4-09-157878-5
- 『ジャジャ 傑作選』小学館〈サンデーGXコミックス 10YEAR'S CHRONICLE〉2010年9月17日発売[39]、ISBN 978-4-09-157245-5 - 『気ままにFactry』収録[39]。
- 『ミニじゃじゃ』小学館〈サンデーGXコミックス〉、全2巻
  1. 上巻 2017年2月17日発売[40]、ISBN 978-4-09-157475-6
  2. 下巻 2017年11月17日発売[41]、ISBN 978-4-09-157504-3